# الفنع (العدين)

تعديل مصدري - تعديل

الفنع محلة تابعة لقرية الحداني، التابعة لعزلة الجبلين بمديرية العدين إحدى مديريات محافظة إب في الجمهورية اليمنية.، بلغ تعداد سكانها 358 حسب تعداد اليمن لعام 2004.